# Scott Andrews (rugby à XV)
Pour les articles homonymes, voir Scott Andrews et Andrews.
Pas d'image ? Cliquez ici

a Compétitions nationales et continentales officielles uniquement.

b Matchs officiels uniquement.
Dernière mise à jour le 14 février 2023.
Scott Andrews, né le 1er août 1989 à Church Village au pays de Galles, est un joueur international gallois de rugby à XV. Il évolue au poste de pilier.

## Biographie

### Carrière en club
Scott Andrews effectue la majeure partie de sa carrière professionnelle avec l'équipe des Cardiff Blues. Cependant, il connaît deux expériences de courte durée en Angleterre. En septembre 2017, il est prêté au club anglais de Bath Rugby pour une courte durée afin de pallier des blessures au sein de l'effectif. En mai 2021, il est prêté aux Worcester Warriors pour la fin de saison après la blessure de Conor Carey (en).
Bien que sous contrat jusqu'à l'été 2022, il ne dispute aucune rencontre durant la saison 2021-2022. À la fin de cette saison, il prend sa retraite de joueur professionnel et entame une carrière d'entraîneur.

### Carrière internationale
Scott Andrews passe tout d'abord par les rangs de l'équipe du pays de Galles des moins de 16 ans, des moins de 18 ans, puis des moins de 20 ans dans le cadre du Championnat du monde junior 2008 où il arrive jusqu'en demi-finale avec ses coéquipiers. L'année suivante, il est de nouveau retenu par cette sélection, dont il est nommé capitaine, et participe au Tournoi des Six Nations, ainsi qu'au Championnat du monde junior.
Scott Andrews est appelé pour la première fois par le sélectionneur du pays de Galles, Warren Gatland, pour participer à la tournée automnale en 2010.
Il fait finalement ses débuts avec la sélection galloise face aux Barbarians en juin 2011. La même année, en décembre, il dispute un nouveau test, face à l'Australie. 
Il renoue ensuite avec la sélection lors des matchs de novembre 2012, entrant en jeu face aux Samoa et à la Nouvelle-Zélande, puis en étant titulaire le 1er décembre face à l'Australie.
Après quatre défaites en quatre rencontre, il obtient sa première victoire sous le maillot gallois lors de ses débuts dans le Tournoi des Six Nations, lors de l'édition 2013 face aux Anglais. Cette entrée en jeu lui permet de remporter le Tournoi, les Gallois, avec quatre victoires et une défaite, devançant les Anglais.
Il dispute ensuite en juin deux tests en tant que titulaire face au Japon, une victoire et une défaite. En novembre, toujours en 2013, il est remplaçant lors de la défaite face à l'Afrique du Sud.
Il retrouve le pays de Galles lors du Tournoi des Six Nations 2015, entrant en jeu lors du deuxième match de son équipe, face à l'Écosse.
En juin 2022, il est appelé par les Barbarians pour disputer une rencontre contre l'équipe d'Espagne. C'est son ultime match disputé en tant que joueur professionnel.

## Palmarès

### En club
- Cardiff Blues
  - Vainqueur de la Coupe anglo-galloise en 2009.
  - Vainqueur du Challenge européen en 2010 et 2018.

### En sélection nationale
- Vainqueur du Tournoi des Six Nations en 2013.